# 2. tujski pehotni polk
2. tujski pehotni polk (izvirno francosko 2e Régiment Étranger d'Infanterie; kratica: 2e REI) je pehotni polk Francoske tujske legije.
S 1300 legionarji je trenutno največji polk Francoske kopenske vojske.